# Lauvholmen (Bjørnafjorden)
Ne doit pas être confondu avec Lauvholmen ou Lauvholmen (Øygarden).
Lauvholmen est une île norvégienne dans le comté de Hordaland. Elle fait partie du territoire de l'ancienne commune de Øs, aujourd'hui rattachée à Bjørnafjorden.

## Géographie
Rocheuse et couverte d'arbres à l'exception de sa pointe sud, elle s'étend sur environ 142 m de longueur pour une largeur approximative de 80 m. 